# Премія Надвірнянської районної ради імені Юрія Шкрумеляка
 Премія Надвірнянської районної ради імені Юрія Шкрумеляка  - премія в галузі дитячої літератури, розроблення та втілення проектів духовно-патріотичного виховання дітей та молоді.

## Історія
Заснована у 2015 р. Надвірнянською районною радою Івано-Франківської області. Премія встановлена на честь  Юрія Шкрумеляка - українського журналіста, поета, перекладача і дитячого письменника, січового стрільця, автора творів про визвольну боротьбу УСС-УГА, уродженця смт.Ланчин Надвірнянського району.

## Положення
Премією відзначаються твори дитячої літератури та розроблені і втілені власні проекти духовно-патріотичного виховання дітей та молоді, що стали вагомою подією в літературному та громадському житті району.
Премією можуть нагороджуватися громадяни України, які творчо працюють на території Надвірнянського району. Премія присуджується щорічно в двох номінаціях:
І. "Поезія, проза" – збірки поезій, прозові твори для дітей.
ІІ. "Патріотичне та духовне виховання" – реалізація проектів патріотичного та духовного виховання молоді.
На здобуття премії представляються збірки поезій, прозові твори для дітей, звіти про реалізацію проектів, опубліковані (оприлюднені), у завершеному вигляді протягом останнього календарного року.
Висунення кандидатів на здобуття Премії здійснюють органи місцевого самоврядування, відділ культури та відділ освіти райдержадміністрації, районні організації творчих спілок та літературно-мистецькі об’єднання, громадські організації району.
Лауреату вручається диплом та грошова винагорода. Вручення проходить щорічно на урочистостях з нагоди вшанування пам'яті Юрія Шкрумеляка на його батьківщині (смт. Ланчин).

## Лауреати

### 2015
- Номінація «Патріотичне і духовне виховання» - Оленюк Ярема Васильович - за створення скульптурного погруддя письменника Юрія Шкрумеляка у Ланчині та серію ілюстрацій до його творів.
- Номінації «Поезія, проза» - Левицький Василь Юрійович - за упорядкування книг Юрія Шкрумеляка «Молитва за рідну мову» і «Загублений черевичок» та за публікації про його життя і творчість у періодичних виданнях.